# Паравакцинија
Паравакцинија (лат. noduli mulgenium) је заразна вирусна болест која се преноси са болесних животиња (крава, оваца и коза) на човека. Узрочник болести је вирус paravaccinae. Најчешће оболевају људи који по својој професији долазе у додир са зараженим животињама (сточари, ветеринари, месари и сл). Инфекција настаје најчешће након непосредног контакта са животињом, а постоји могућност преноса са човека на човека.
Након инкубације од осам до дванаест дана, почињу да се јављају папуле (упални чворићи) окружене црвенкастом зоном. Оне се постепено увећавају и претварају у тврде, еластичне плавкастоцрвенкасте квржице са централним удубљењем. Промене су величине до 1 cm, а најчешће су локализоване на шакама. Често појави ових промена претходи нека повреда. У ветерини се ова болест назива лажним крављим богињама.

## Дијагноза и лечење
Дијагноза се поставља на основу анамнезе, епидемиолошких података, клиничке слике и лабораторијских налаза.
Болест пролази за 6-10 недеља без икакве терапије. Понекад се пацијентима даје интерферонска маст да би се скратило време трајања промена. Уколико дође до настанка секундарне инфекције преписују се антибиотске масти, а у случају настанка секундарних егзантема дају се антифлогистици, антихистаминици и кортикостероидне масти.